# (14715) 2000 CD71
(14715) 2000 CD71 es un asteroide perteneciente al cinturón de asteroides, región del sistema solar que se encuentra entre las órbitas de Marte y Júpiter.
Fue descubierto el 7 de febrero de 2000 por el equipo del LINEAR desde el Laboratorio Lincoln, Socorro, Nuevo Mexico.

## Designación y nombre
Designado provisionalmente como 2000 CD71

## Características orbitales
(14715) 2000 CD71 está situado a una distancia media del Sol de 3,168 ua, pudiendo alejarse hasta 3,335 ua y acercarse hasta 3,002 ua. Su excentricidad es 0,053 y la inclinación orbital 8,207 grados. Emplea 2060,18 días en completar una órbita alrededor del Sol.
Pertenece a la familia de asteroides de (490) Veritas.
Los próximos acercamientos a la órbita de Júpiter ocurrirán el 13 de octubre de 2060, el 17 de junio de 2071 y el 10 de febrero de 2082.

## Características físicas
La magnitud absoluta de (14715) 2000 CD71 es 13,27. Tiene 12,829 km de diámetro y su albedo se estima en 0,074.